# Oenopota decussatus
Oenopota decussatus är en snäckart som först beskrevs av Couthouy 1839.  Oenopota decussatus ingår i släktet Oenopota och familjen kägelsnäckor. Inga underarter finns listade i Catalogue of Life.